# Scaptia grisea
Scaptia grisea är en tvåvingeart som först beskrevs av Janennicke 1867.  Scaptia grisea ingår i släktet Scaptia och familjen bromsar. Inga underarter finns listade i Catalogue of Life.